# Східноафриканська Федерація
Східноафриканська Федерація (англ. East African Federation, суах. Jumuiya ya Afrika Mashariki) — запропонований політичний союз з п'яти суверенних держав з Східноафриканського співтовариства: Бурунді, Кенії, Руанди, Танзанії та Уганди як єдиної федеративної суверенної держави.

## Особливості
Валютою союзу буде східноафриканський шилінг. За планами, валюта повинна бути введена у п'яти країнах 2013 року чи пізніше. З площею у 1 820 664 км², Східноафриканська Федерація буде четвертою за величиною країною в Африці та сімнадцятою у світі. З населенням у 149 959 317, держава буде також другою за чисельністю населення країна в Африці (після Нігерії) та одинадцятою в світі. Її населення буде більше, ніж у Росії, Японії та Мексиці, і вдвічі менше, ніж США. Густота населення буде 82.5 осіб/км². ВВП (ППС) за оцінкою Всесвітньої книги фактів буде складати $224 798 000 000 і буде п'ятим за величиною в Африці і 51-им у світі. ВВП на душу населення буде $1500. Суахілі буде використовуватися як лінгва франка, а офіційною мовою буде англійська. Столицею заплановано зробити танзанійське місто Аруша, що близько до кенійського кордону. Аруша є поточною штаб-квартирою Східноафриканського співтовариства.
Комітет зібрався на п'ятиденну консультаційну нараду в Бурунді з 14 по 18 січня 2020 року, де було оголошено, що конституція буде розроблена до кінця 2021 р. Після схвалення проекту шістьма державами ЄАС після року консультацій. , Східноафриканська конфедерація буде створена до 2023 р. Дорожня карта до повної політичної федерації буде детально обговорена на майбутніх засіданнях.